# Liste des maires de Nevers
Cet article dresse une liste par ordre de mandat des maires de Nevers.

## Liste des maires
Maires
- Création en 1692
  - Pierre Arvillon de Sosay

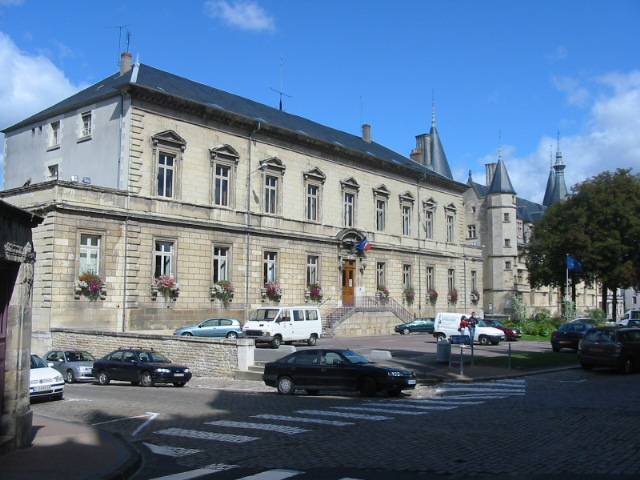
L'hôtel de ville de Nevers.

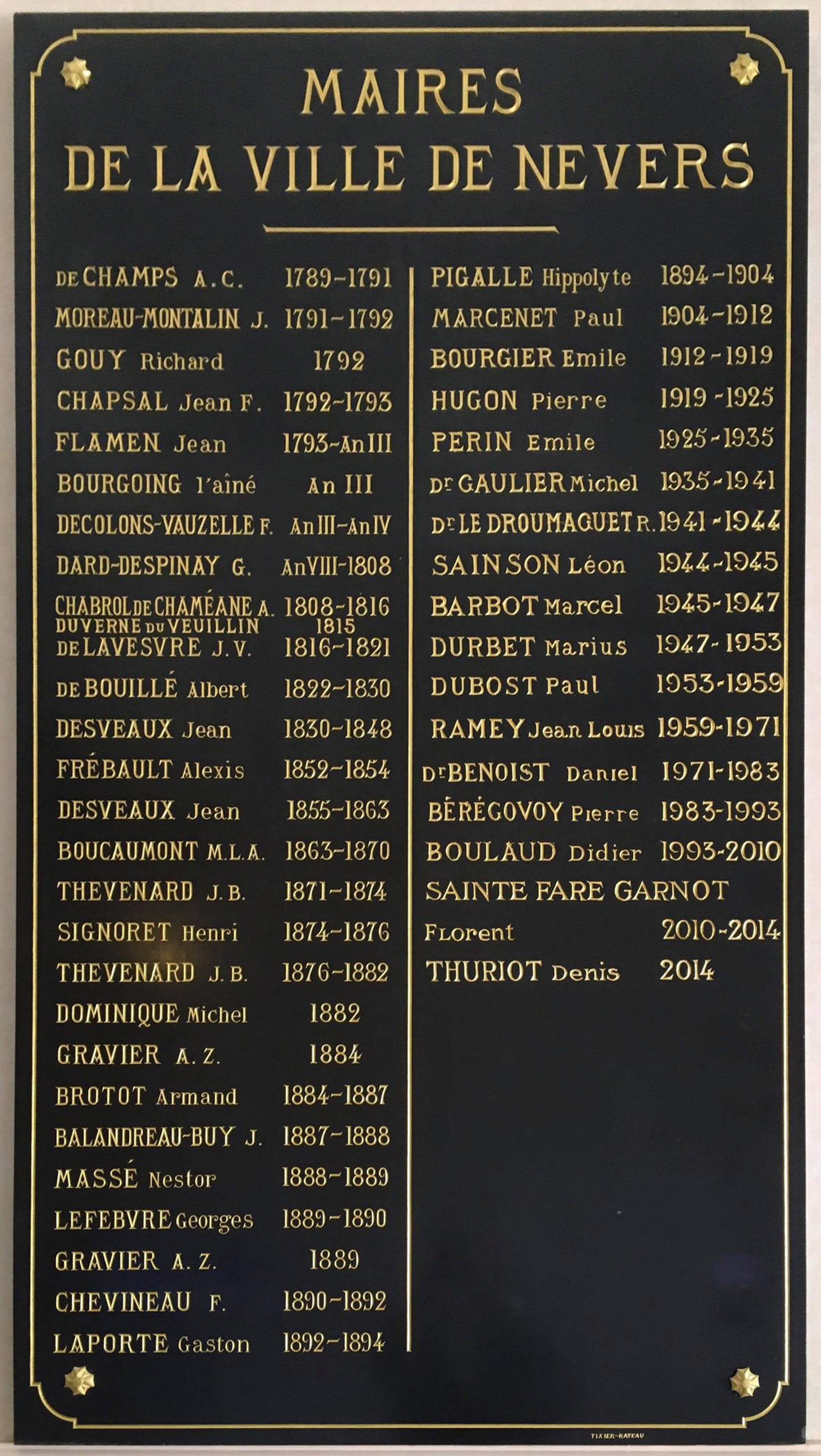
mairie de Nevers, 58, France - plaque apposée sur le mur dans l'entrée de la mairie, avec la liste gravée des maires de Nevers, de 1789 à 2021

  - Filbert Arvillon de Saint-Baudière
- Création de 1706
  - Jean-Michel Robichon de la Giroudière
- Rétablissement de 1722
  - Michel Dollet, conseiller au bailliage
  - Joseph Gerson Mayou de Commercy
- Premiers Échevins prenant le titre de Maires depuis 1733
  - Claude Prisye de Chaselles
  - Jean Vincent de Marcé
  - Étienne Pernin
  - Jacques Berger
  - Pierre Richard de Soultrait
  - Jean Sallonnyer de Nyon
  - Nicolas Duplessis
  - Hugues Faure-Duverney
  - Étienne Jaubert
  - Joseph Gerson Mayou de Chaluzy
  - Michel Robichon de la Giroudière
  - François Théodore Claude Bouys des Brosses
  - Claude Prisye du Ris
  - Claude Lempereur
  - Claude Levesque
  - Jean-Louis Pierre de Champrobert
  - Jean-François Chapsal, futur maire de Luzy, élu le 1er décembre 1793
  - Jean-Claude Flamen d'Assigny agronome, maire de 1793 à 1795
  - Étienne François Decolons
  - Guillaume Prisye
  - François Henri Blaudin
  - Claude Vincent Prisye de Limoux
  - François Blaudin de Vignaux
  - Jean Gaspard Simonnin
  - Jean Robelin
  - Charles Maillot
  - Antoine Andrieu
  - Jean Michel
  - François Marin Duplessis
  - Étienne l'Hermite
- Maire depuis l'Édit de 1765
  - Guillaume Prisye, Conseiller, Maître de la Chambre des Comptes de Nevers.
  - Jean Decolons, Président au grenier à sel
  - Claude Levesque, Lieutenant particulier de la Maîtrise des Eaux et Forêts
  - Claude Édouard François Lempereur de Bissy, Conseiller au Bailliage
  - François Guynet, Grenetier au grenier à sel[1]

| Période                                  | Période      | Identité                   | Étiquette             | Qualité                     |
| ---------------------------------------- | ------------ | -------------------------- | --------------------- | --------------------------- |
| Les données manquantes sont à compléter. |              |                            |                       |                             |
| 1789                                     | 1791         | A. C. de Champs            |                       |                             |
| 1791                                     | 1792         | J. Moreau-Montalin         |                       |                             |
| 1792                                     | 1792         | Richard Gouy               |                       |                             |
| 1792                                     | 1793         | Jean F. Chapsal            |                       |                             |
| 1793                                     | An III       | Jean Flamen                |                       |                             |
| An III                                   | An III       | Bourgoing l’ainé           |                       |                             |
| An III                                   | An IV        | F. Decolons-Vauzelle       |                       |                             |
| An VIII                                  | 1808         | G. Dard-Despinay           |                       |                             |
| 1808                                     | 1816         | A. Chabrol de Chaméane     |                       |                             |
| 1816                                     | 1821         | J. V. de Lavesvre          |                       |                             |
| 1822                                     | 1830         | Albert de Bouillé          |                       |                             |
| 1830                                     | 1848         | Jean Desveaux              |                       | Négociant                   |
| 1852                                     | 1854         | Alexis Frébault            |                       |                             |
| 1855                                     | 1863         | Jean Desveaux              |                       | Négociant                   |
| 1863                                     | 1870         | M. L. A. Boucaumont        |                       |                             |
| 1871                                     | 1874         | J. B. Thévenard            |                       |                             |
| 1874                                     | 1876         | Henri Signoret             |                       |                             |
| 1876                                     | 1882         | J. B. Thévenard            |                       |                             |
| 1882                                     |              | Dominique Michel           |                       |                             |
| 1884                                     |              | A. Z. Gravier              |                       |                             |
| 1884                                     | 1887         | Armand Brotot              |                       |                             |
| 1887                                     | 1888         | J. Balandreau-Buy          |                       |                             |
| 1888                                     | 1889         | Nestor Massé               |                       |                             |
| 1889                                     | 1890         | Georges Lefebvre           |                       |                             |
| 1890                                     | 1892         | F. Chevineau               |                       |                             |
| 1892                                     | 1894         | Gaston Laporte             |                       |                             |
| 1894                                     | 1904         | Hippolyte Picalle          |                       |                             |
| 1904                                     | 1912         | Paul Marcenet              |                       |                             |
| 1912                                     | 1919         | Émile Bourgier             |                       |                             |
| 1919                                     | 1925         | Pierre Hugon               |                       |                             |
| 1925                                     | 1935         | Émile Périn                | PUP                   | Ingénieur                   |
| 1935                                     | 1941         | Michel Gaulier             | SFIO                  | Médecin, Éleveur            |
| 1941                                     | 1944         | René Le Droumaguet         | SE                    | Médecin                     |
| 1944                                     | 1945         | Léon Sainson               |                       | Avocat                      |
| 1945                                     | 1947         | Marcel Barbot              | PCF                   | Menuisier                   |
| 1947                                     | 1953         | Marius Durbet              | RPF                   | Pharmacien Député           |
| 1953                                     | 1959         | Paul Dubost                |                       | Avocat                      |
| 1959                                     | 1971         | Jean-Louis Ramey           | UNR puis UDR          | Avocat                      |
| 1971                                     | 1983         | Daniel Benoist             | PS                    | Secrétaire d'État           |
| 1983                                     | 1993         | Pierre Bérégovoy           | PS                    | Premier ministre            |
| 1993                                     | 8 mai 2010   | Didier Boulaud             | PS                    | Instituteur Député Sénateur |
| 18 mai 2010                              | 5 avril 2014 | Florent Sainte-Fare Garnot | PS                    |                             |
| 5 avril 2014,                            | En cours     | Denis Thuriot,             | DVG puis LREM puis RE | Avocat                      |